# 王應辰 (隆慶進士)
王應辰（1537年—？），字瞻極，號懷山，河南汝寍府信陽州人，民籍，明朝政治人物。

## 生平
河南鄉試第九名舉人。隆慶二年（1568年）中式戊辰科會試第三百四十二名，三甲第五十八名進士。授榆次县知县。萬曆元年（1573年）官湖廣襄陽府棗陽縣知縣。官至行人司司副。著有《丈地均粮记》。

## 家族
曾祖王訓；祖父王朝良，知縣；父王省，母黃氏。慈侍下。兄應元、應期。